# Mikrenski Visotjini
Mikrenski Visotjini (bulgariska: Микренски Височини) är en ås i Bulgarien.   Den ligger i regionen Lovetj, i den centrala delen av landet, 120 km öster om huvudstaden Sofia.
I omgivningarna runt Mikrenski Visotjini växer i huvudsak lövfällande lövskog. Runt Mikrenski Visotjini är det ganska glesbefolkat, med 39 invånare per kvadratkilometer.